# دو روز، یک شب
دو روز، یک شب (به فرانسوی: Deux Jours, une nuit) فیلمی به نویسندگی، کارگردانی و تهیه‌کنندگی برادران داردن و محصول سال ۲۰۱۴ میلادی کشورهای بلژیک، فرانسه و ایتالیا است.

## خلاصه داستان
زن جوانی (ساندرا با بازی ماریون کوتیار) به خاطر افسردگی روحی با رأی همکارانش از کار اخراج می‌شود اما او تلاش می‌کند با متقاعد کردن همکارانش به گذشتن از پاداش و امتیاز مالی ویژه‌شان به او کمک کنند که شغل‌اش را از دست ندهد. داستان فیلم در دو روز و یک شب یعنی از جمعه تا دوشنبه اتفاق می‌افتد. ژولیت، دوست ساندرا با رئیس شرکت قرار گذاشته که روز دوشنبه در مورد ماندن یا اخراج ساندرا دوباره رأی‌گیری کنند. اما همکاران ساندرا هر کدام به بهانه‌ای حاضر به حمایت از او نمی‌شوند. آن‌ها از وضعیت او متأثر شده و با او همدردی می‌کنند اما همه آن‌ها گرفتارند و به این پول (هزار یورو) نیاز دارند. یکی از شوهرش جدا شده و باید خرج بچه‌اش را بدهد، آن یکی می‌خواهد خانه‌اش را تعمیر کند و دیگری قسط‌هایش عقب افتاده. برخی از آن‌ها هم از ساندرا فرار می‌کنند و جواب تلفن‌اش را نمی‌دهند یا در خانه را به روی او باز نمی‌کنند. آن‌ها قبلاً علیه او رأی داده‌اند و باعث بیکاری او شده‌اند و حالا ساندرا با درخواست کمک‌اش، آن‌ها را دچار عذاب وجدان کرده‌است.